# Аргентина на летних Олимпийских играх 2004
Аргентина принимала участие в Летних Олимпийских играх 2004 года в Афинах (Греция) в двадцать первый раз за свою историю, и завоевала две золотые и четыре бронзовые медали. Сборную страны представляли 46 женщин.

## 01!Золото
- Футбол, мужчины.
- Баскетбол, мужчины.

## 03!Бронза
- Хоккей на траве, женщины.
- Парусный спорт, мужчины — Карлос Эспинола и Сантьяго Ланхе.
- Теннис, женщины — Паола Суарес и Патрисия Тарабини.
- Плавание, женщины, 400 метров — Джорджина Бардач.

## Результаты соревнований

### Академическая гребля
В следующий раунд из каждого заезда проходили несколько лучших экипажей (в зависимости от дисциплины). В финал A выходили 6 сильнейших экипажей, остальные разыгрывали места в утешительных финалах B-E.
Мужчины
| Соревнование | Спортсмены                     | Предварительный заезд | Предварительный заезд | Предварительный заезд | Отборочный заезд | Отборочный заезд | Отборочный заезд | Полуфинал       | Полуфинал       | Полуфинал       | Финал   | Финал   | Итоговое место |
| Соревнование | Спортсмены                     | Заезд                 | Время                 | Место                 | Заезд            | Время            | Место            | Заезд           | Время           | Место           | Время   | Место   | Итоговое место |
| ------------ | ------------------------------ | --------------------- | --------------------- | --------------------- | ---------------- | ---------------- | ---------------- | --------------- | --------------- | --------------- | ------- | ------- | -------------- |
| одиночки     | Сантьяго Фернандес             | 3                     | 7:22,52               | 1 Q                   | Не участвовал    | Не участвовал    | Не участвовал    | Полуфинал A/B/C | Полуфинал A/B/C | Полуфинал A/B/C | Финал A | Финал A | 4              |
| одиночки     | Сантьяго Фернандес             | 3                     | 7:22,52               | 1 Q                   | Не участвовал    | Не участвовал    | Не участвовал    | 1               | 7:00,90         | 2 Q             | 6:55,17 | 4       | 4              |
| двойки       | Вальтер Нанедер Маркос Моралес | 1                     | 7:02,29               | 4                     | 1                | 6:28,98          | 2 Q              | 1               | 7:19,57         | 6               | Финал B | Финал B | 10             |
| двойки       | Вальтер Нанедер Маркос Моралес | 1                     | 7:02,29               | 4                     | 1                | 6:28,98          | 2 Q              | 1               | 7:19,57         | 6               | 6:27,88 | 4       | 10             |

### Баскетбол

#### Мужчины
Мужская сборная Аргентины по баскетболу квалифицировалась на Игры 2004 года, став финалистом Чемпионата Америки по баскетболу 2003 года.
Результаты
На летних Олимпийских играх в Пекине команда сумела выйти из группы А с третьего места, уступив первые два места испанцам и итальянцам. В четвертьфинале аргентинцы выиграли у команды Греции (69:64), а в полуфинале переиграли американцев (89:81). В финальном матче сборная Аргентины вновь встретилась с итальянцами, у которых смогли взять реванш за поражение в групповом этапе со счётом 84:64, и завоевала золотые медали летних Олимпийских игр.
Групповой этап (Группа А)
| Место | Команда             | В | П | МЗ  | МП  | МР  | Очки |
| ----- | ------------------- | - | - | --- | --- | --- | ---- |
| 1     | Испания             | 5 | 0 | 405 | 349 | +56 | 10   |
| 2     | Италия              | 3 | 2 | 371 | 341 | +30 | 8    |
| 3     | Аргентина           | 3 | 2 | 414 | 396 | +18 | 8    |
| 4     | Китай               | 2 | 3 | 303 | 382 | -79 | 7    |
| 5     | Новая Зеландия      | 1 | 4 | 399 | 413 | −14 | 6    |
| 6     | Сербия и Черногория | 1 | 4 | 377 | 388 | −11 | 6    |

| 15 августа 2004 16:45 | Отчёт | Аргентина                  | 83:82    | Сербия и Черногория                | Олимпийский крытый зал, Афины Зрителей: 10 500 Судьи: Виргиниюс Довидавичус Хосе Каррион |
| 15 августа 2004 16:45 | Отчёт | 27:15, 22:24, 12:20, 22:23 |          |                                    | Олимпийский крытый зал, Афины Зрителей: 10 500 Судьи: Виргиниюс Довидавичус Хосе Каррион |
| 15 августа 2004 16:45 | Отчёт | Джинобили 27               | Очки     | 21 Радманович                      | Олимпийский крытый зал, Афины Зрителей: 10 500 Судьи: Виргиниюс Довидавичус Хосе Каррион |
| 15 августа 2004 16:45 | Отчёт | Волковиски 6               | Подборы  | 10 Томашевич                       | Олимпийский крытый зал, Афины Зрителей: 10 500 Судьи: Виргиниюс Довидавичус Хосе Каррион |
| 15 августа 2004 16:45 | Отчёт | Джинобили 3                | Передачи | 1 Радманович, Ракочевич, Томашевич | Олимпийский крытый зал, Афины Зрителей: 10 500 Судьи: Виргиниюс Довидавичус Хосе Каррион |

| 17 августа 2004 20:00 | Отчёт | Испания                    | 87:76    | Аргентина                         | Олимпийская арена «Эллиникон», Афины Зрителей: 12 000 Судьи: Лазарос Вореадис Майк Хомси |
| 17 августа 2004 20:00 | Отчёт | 25:18, 10:22, 23:20, 29:16 |          |                                   | Олимпийская арена «Эллиникон», Афины Зрителей: 12 000 Судьи: Лазарос Вореадис Майк Хомси |
| 17 августа 2004 20:00 | Отчёт | Газоль 26                  | Очки     | 28 Скола                          | Олимпийская арена «Эллиникон», Афины Зрителей: 12 000 Судьи: Лазарос Вореадис Майк Хомси |
| 17 августа 2004 20:00 | Отчёт | Газоль 8                   | Подборы  | 9 Скола                           | Олимпийская арена «Эллиникон», Афины Зрителей: 12 000 Судьи: Лазарос Вореадис Майк Хомси |
| 17 августа 2004 20:00 | Отчёт | Кальдерон 5                | Передачи | 4 Джинобили, Монтеккиа, Сконочини | Олимпийская арена «Эллиникон», Афины Зрителей: 12 000 Судьи: Лазарос Вореадис Майк Хомси |

| 19 августа 2004 20:00 | Отчёт | Аргентина                 | 82:57    | Китай     | Олимпийская арена «Эллиникон», Афины Зрителей: 12 000 Судьи: Шон Корбин Скотт Баттлер |
| 19 августа 2004 20:00 | Отчёт | 22:14, 19:7, 24:18, 17:18 |          |           | Олимпийская арена «Эллиникон», Афины Зрителей: 12 000 Судьи: Шон Корбин Скотт Баттлер |
| 19 августа 2004 20:00 | Отчёт | Носиони 17                | Очки     | 15 Яо Мин | Олимпийская арена «Эллиникон», Афины Зрителей: 12 000 Судьи: Шон Корбин Скотт Баттлер |
| 19 августа 2004 20:00 | Отчёт | Дельфино, Носиони 6       | Подборы  | 7 Яо Мин  | Олимпийская арена «Эллиникон», Афины Зрителей: 12 000 Судьи: Шон Корбин Скотт Баттлер |
| 19 августа 2004 20:00 | Отчёт | Скола, Сконочини 4        | Передачи | 2 Лю Вэй  | Олимпийская арена «Эллиникон», Афины Зрителей: 12 000 Судьи: Шон Корбин Скотт Баттлер |

| 21 августа 2004 14:30 | Отчёт | Новая Зеландия             | 94:98    | Аргентина           | Олимпийская арена «Эллиникон», Афины Зрителей: 8 000 Судьи: Виргиниюс Довидавичус Христос Христодолу |
| 21 августа 2004 14:30 | Отчёт | 25:23, 17:24, 29:29, 23:22 |          |                     | Олимпийская арена «Эллиникон», Афины Зрителей: 8 000 Судьи: Виргиниюс Довидавичус Христос Христодолу |
| 21 августа 2004 14:30 | Отчёт | Джонс 25                   | Очки     | 25 Скола            | Олимпийская арена «Эллиникон», Афины Зрителей: 8 000 Судьи: Виргиниюс Довидавичус Христос Христодолу |
| 21 августа 2004 14:30 | Отчёт | Бук 6                      | Подборы  | 9 Оберто            | Олимпийская арена «Эллиникон», Афины Зрителей: 8 000 Судьи: Виргиниюс Довидавичус Христос Христодолу |
| 21 августа 2004 14:30 | Отчёт | Дикель 7                   | Передачи | 5 Монтеккиа, Оберто | Олимпийская арена «Эллиникон», Афины Зрителей: 8 000 Судьи: Виргиниюс Довидавичус Христос Христодолу |

| 23 августа 2004 20:00 | Отчёт | Италия                     | 76:75    | Аргентина           | Олимпийская арена «Эллиникон», Афины Зрителей: 12 000 Судьи: Лазарос Вореадис Шон Корбин |
| 23 августа 2004 20:00 | Отчёт | 13:23, 22:13, 18:18, 23:21 |          |                     | Олимпийская арена «Эллиникон», Афины Зрителей: 12 000 Судьи: Лазарос Вореадис Шон Корбин |
| 23 августа 2004 20:00 | Отчёт | Поццекко 17                | Очки     | 19 Джинобили, Скола | Олимпийская арена «Эллиникон», Афины Зрителей: 12 000 Судьи: Лазарос Вореадис Шон Корбин |
| 23 августа 2004 20:00 | Отчёт | Буллери 6                  | Подборы  | 7 Волковиски        | Олимпийская арена «Эллиникон», Афины Зрителей: 12 000 Судьи: Лазарос Вореадис Шон Корбин |
| 23 августа 2004 20:00 | Отчёт | Буллери 4                  | Передачи | 3 Джинобили         | Олимпийская арена «Эллиникон», Афины Зрителей: 12 000 Судьи: Лазарос Вореадис Шон Корбин |

Четвертьфинал
| 26 августа 2004 22:15 | Отчёт | Греция                    | 64:69    | Аргентина              | Олимпийский крытый зал, Афины Зрителей: 12 000 Судьи: Ренато Сантос Джампаоло Чикория |
| 26 августа 2004 22:15 | Отчёт | 14:22, 21:7, 18:24, 11:16 |          |                        | Олимпийский крытый зал, Афины Зрителей: 12 000 Судьи: Ренато Сантос Джампаоло Чикория |
| 26 августа 2004 22:15 | Отчёт | Хацивреттас 12            | Очки     | 13 Джинобили, Оберто   | Олимпийский крытый зал, Афины Зрителей: 12 000 Судьи: Ренато Сантос Джампаоло Чикория |
| 26 августа 2004 22:15 | Отчёт | Дикудис, Пападопулос 9    | Подборы  | 6 Херрманн             | Олимпийский крытый зал, Афины Зрителей: 12 000 Судьи: Ренато Сантос Джампаоло Чикория |
| 26 августа 2004 22:15 | Отчёт | Диамантидис 3             | Передачи | 2 Джинобили, Монтеккиа | Олимпийский крытый зал, Афины Зрителей: 12 000 Судьи: Ренато Сантос Джампаоло Чикория |

Полуфинал
| 27 августа 2004 20:00 | Отчёт | Аргентина                  | 89:81    | США              | Олимпийский крытый зал, Афины Зрителей: 14 500 Судьи: Висенте Бульто Зоран Шутулович |
| 27 августа 2004 20:00 | Отчёт | 24:20, 19:18, 27:19, 19:24 |          |                  | Олимпийский крытый зал, Афины Зрителей: 14 500 Судьи: Висенте Бульто Зоран Шутулович |
| 27 августа 2004 20:00 | Отчёт | Джинобили 29               | Очки     | 18 Марбери       | Олимпийский крытый зал, Афины Зрителей: 14 500 Судьи: Висенте Бульто Зоран Шутулович |
| 27 августа 2004 20:00 | Отчёт | Оберто 6                   | Подборы  | 9 Бузер          | Олимпийский крытый зал, Афины Зрителей: 14 500 Судьи: Висенте Бульто Зоран Шутулович |
| 27 августа 2004 20:00 | Отчёт | Санчес 7                   | Передачи | 3 Айверсон, Одом | Олимпийский крытый зал, Афины Зрителей: 14 500 Судьи: Висенте Бульто Зоран Шутулович |

Финал
| 28 августа 2004 22:45 | Отчёт | Италия                     | 69:84    | Аргентина   | Олимпийский крытый зал, Афины Зрителей: 14 500 Судьи: Ренато Сантос Лазарос Вореадис |
| 28 августа 2004 22:45 | Отчёт | 16:23, 25:20, 13:17, 15:24 |          |             | Олимпийский крытый зал, Афины Зрителей: 14 500 Судьи: Ренато Сантос Лазарос Вореадис |
| 28 августа 2004 22:45 | Отчёт | Поццекко, Соранья 12       | Очки     | 25 Скола    | Олимпийский крытый зал, Афины Зрителей: 14 500 Судьи: Ренато Сантос Лазарос Вореадис |
| 28 августа 2004 22:45 | Отчёт | Гарри 6                    | Подборы  | 11 Скола    | Олимпийский крытый зал, Афины Зрителей: 14 500 Судьи: Ренато Сантос Лазарос Вореадис |
| 28 августа 2004 22:45 | Отчёт | Ромбальдони 2              | Передачи | 6 Джинобили | Олимпийский крытый зал, Афины Зрителей: 14 500 Судьи: Ренато Сантос Лазарос Вореадис |

### Бокс
Спортсменов — 1
Мужчины
| Соревнование | Спортсмены       | 1-й раунд                   | 2-й раунд            | Четвертьфинал        | Полуфинал            | Финал                | Место                |
| Соревнование | Спортсмены       | Соперник Результат          | Соперник Результат   | Соперник Результат   | Соперник Результат   | Соперник Результат   | Место                |
| ------------ | ---------------- | --------------------------- | -------------------- | -------------------- | -------------------- | -------------------- | -------------------- |
| до 48 кг     | Даниэль Брисуэла | Виталий Тайберт (GER) П RSC | Завершил выступление | Завершил выступление | Завершил выступление | Завершил выступление | Завершил выступление |

### Велоспорт
Спортсменов — 4

#### Шоссейный велоспорт
Мужчины
| Соревнование   | Спортсмены                 | Очки | Очки | Место |
| -------------- | -------------------------- | ---- | ---- | ----- |
| гонка по очкам | Хуан Куручет               | 23   | −3   | 13    |
| мэдисон        | Хуан Куручет Вальтер Перес | 5    | −1   | 9     |

#### Маунтинбайк
Мужчины
| Соревнование | Спортсмены            | Результат | Место |
| ------------ | --------------------- | --------- | ----- |
| кросс-кантри | Карлос Франко Хеннеро | LAP       | 44    |

Женщины
| Соревнование | Спортсмены    | Результат | Место |
| ------------ | ------------- | --------- | ----- |
| кросс-кантри | Химена Флорит | 2:08:42   | 12    |

### Волейбол

#### Пляжный волейбол

##### Мужчины
| Соревнование | Спортсмены                     | Групповой этап                                         | Групповой этап                                      | Групповой этап                                     | Место | 1/8 финала                                     | Четвертьфиналы        | Полуфиналы            | Финал                 | Финал                 |
| Соревнование | Спортсмены                     | Соперники Счёт                                         | Соперники Счёт                                      | Соперники Счёт                                     | Место | Соперники Счёт                                 | Соперники Счёт        | Соперники Счёт        | Соперники Счёт        | Место                 |
| ------------ | ------------------------------ | ------------------------------------------------------ | --------------------------------------------------- | -------------------------------------------------- | ----- | ---------------------------------------------- | --------------------- | --------------------- | --------------------- | --------------------- |
| Мужчины      | Мариано Барасетти Мартин Конде | Жоао Бренья Мигел Мая (POR) В 2-1 (13:21, 21:16, 15:5) | Колин Покок Гершон Рорич (RSA) В 2-0 (21:13, 21:15) | Павлос Белигратис Атанасиос Микалополос (GRE) В WO | 1     | Джон Чайлд Марк Хиз (CAN) П 0-2 (17:21, 17:21) | Завершили выступление | Завершили выступление | Завершили выступление | Завершили выступление |

### Гимнастика
Спортсменов — 1

#### Спортивная гимнастика
Женщины
| Соревнование | Спортсмен         | Квалификация | Квалификация | Финал                 | Финал                 |
| Соревнование | Спортсмен         | Баллы        | Место        | Баллы                 | Место                 |
| ------------ | ----------------- | ------------ | ------------ | --------------------- | --------------------- |
| многоборье   | Селесте Карнавале | 34,262       | 56           | Завершила выступление | Завершила выступление |

### Гребля на байдарках и каноэ
Спортсменов — 2

#### Гребля на гладкой воде
Мужчины
| Соревнование | Спортсмены    | Предварительный этап | Предварительный этап | Полуфиналы | Полуфиналы | Финал                | Финал                |
| Соревнование | Спортсмены    | Время                | Место                | Время      | Место      | Время                | Место                |
| ------------ | ------------- | -------------------- | -------------------- | ---------- | ---------- | -------------------- | -------------------- |
| Б-1, 500 м   | Хавьер Корреа | 1:38,675             | 2 Q                  | 1:39,525   | 2 Q        | 1:40,639             | 8                    |
| Б-1, 1000 м  | Хавьер Корреа | 3:28,492             | 4 Q                  | 3:31,934   | 4          | Завершил выступление | Завершил выступление |

Женщины
| Соревнование | Спортсмены     | Предварительный этап | Предварительный этап | Полуфиналы | Полуфиналы | Финал                 | Финал                 |
| Соревнование | Спортсмены     | Время                | Место                | Время      | Место      | Время                 | Место                 |
| ------------ | -------------- | -------------------- | -------------------- | ---------- | ---------- | --------------------- | --------------------- |
| Б-1, 500 м   | Фернанда Лауро | 1:59,474             | 6 Q                  | 2:00,198   | 9          | Завершила выступление | Завершила выступление |

### Лёгкая атлетика
Спортсменов — 8

#### Мужчины
| Дисциплина     | Спортсмен          | Квалификация | Квалификация | Финал                | Финал                |
| Дисциплина     | Спортсмен          | Результат    | Место        | Результат            | Место                |
| -------------- | ------------------ | ------------ | ------------ | -------------------- | -------------------- |
| метание молота | Хуан Игнасио Серра | 72,53        | 26           | Завершил выступление | Завершил выступление |
| метание диска  | Марсело Пугльесе   | 56,06        | 31           | Завершил выступление | Завершил выступление |

| Дисциплина  | Атлет            | 100 м     | 100 м | LJ   | SP    | HJ   | 400 м | 110 м с/б | DT    | PV   | JT    | 1500 м  | Очки | Место |
| ----------- | ---------------- | --------- | ----- | ---- | ----- | ---- | ----- | --------- | ----- | ---- | ----- | ------- | ---- | ----- |
| десятиборье | Сантьяго Лоренсо | Очки      | 838   | 821  | 681   | 670  | 845   | 804       | 669   | 760  | 713   | 791     | 7592 | 24    |
| десятиборье | Сантьяго Лоренсо | Результат | 11,10 | 7,03 | 13,22 | 1,85 | 49,34 | 15,38     | 40,22 | 4,50 | 58,36 | 4:23,08 | 7592 | 24    |

#### Женщины
| Дисциплина      | Спортсмен         | Квалификация | Квалификация | Финал                 | Финал                 |
| Дисциплина      | Спортсмен         | Результат    | Место        | Результат             | Место                 |
| --------------- | ----------------- | ------------ | ------------ | --------------------- | --------------------- |
| марафон         | Сандра Торрес     |              |              | 2:54:48               | 55                    |
| метание молота  | Дженнифер Далгрен | 59,52        | 43           | Завершила выступление | Завершила выступление |
| прыжки с шестом | Алехандра Гарсия  | 4,40         | 12 Q         | 4,20                  | 13                    |
| метание копья   | Ромина Магги      | 48,58        | 43           | Завершила выступление | Завершила выступление |
| прыжки в высоту | Соланж Виттевен   | 1,89         | 23           | Завершила выступление | Завершила выступление |

### Плавание
Спортсменов — 10
В следующий раунд на каждой дистанции проходили лучшие спортсмены по времени, независимо от места занятого в своём заплыве.
Мужчины
| Спортсмен            | Соревнование         | Предварительные заплывы | Предварительные заплывы | Полуфиналы           | Полуфиналы           | Финал                | Финал                |
| Спортсмен            | Соревнование         | Результат               | Место                   | Результат            | Место                | Результат            | Место                |
| -------------------- | -------------------- | ----------------------- | ----------------------- | -------------------- | -------------------- | -------------------- | -------------------- |
| Хосе Меоланс         | 50 м вольный стиль   | 22,90                   | 27                      | Завершил выступление | Завершил выступление | Завершил выступление | Завершил выступление |
| Хосе Меоланс         | 100 м вольный стиль  | 49,98                   | 24                      | Завершил выступление | Завершил выступление | Завершил выступление | Завершил выступление |
| Эдуардо Херман Отеро | 100 м на спине       | 57,28                   | 33                      | Завершил выступление | Завершил выступление | Завершил выступление | Завершил выступление |
| Эдуардо Херман Отеро | 100 м баттерфляй     | 55,24                   | 44                      | Завершил выступление | Завершил выступление | Завершил выступление | Завершил выступление |
| Хуан Мартин Перейра  | 200 м вольный стиль  | 1:53,19                 | 40                      | Завершил выступление | Завершил выступление | Завершил выступление | Завершил выступление |
| Хуан Мартин Перейра  | 400 м вольный стиль  | 3:57,26                 | 27                      |                      |                      | Завершил выступление | Завершил выступление |
| Хуан Мартин Перейра  | 1500 м вольный стиль | 15:53,29                | 26                      |                      |                      | Завершил выступление | Завершил выступление |
| Гастон Родригес      | 200 м баттерфляй     | 2:04,01                 | 29                      | Завершил выступление | Завершил выступление | Завершил выступление | Завершил выступление |
| Кристьян Сольдано    | 100 м брасс          | 1:05,05                 | 43                      | Завершил выступление | Завершил выступление | Завершил выступление | Завершил выступление |

Женщины
| Спортсменка          | Соревнование        | Предварительные заплывы | Предварительные заплывы | Полуфиналы            | Полуфиналы            | Финал                 | Финал                 |
| Спортсменка          | Соревнование        | Результат               | Место                   | Результат             | Место                 | Результат             | Место                 |
| -------------------- | ------------------- | ----------------------- | ----------------------- | --------------------- | --------------------- | --------------------- | --------------------- |
| Джорджина Бардач     | 200 м баттерфляй    | 2:13,68                 | 21                      | Завершила выступление | Завершила выступление | Завершила выступление | Завершила выступление |
| Джорджина Бардач     | 400 м комплекс      | 2:16,68                 | 14 Q                    | 2:15,73               | 13                    | Завершила выступление | Завершила выступление |
| Джорджина Бардач     | 400 м комплекс      | 4:41,20                 | 3 Q                     |                       |                       | 4:37,51               | 3                     |
| Сесилия Бьяджоли     | 200 м вольный стиль | 4:16,42                 | 22                      |                       |                       | Завершила выступление | Завершила выступление |
| Агустина де Джованни | 200 м брасс         | 2:35,94                 | 26                      |                       |                       | Завершила выступление | Завершила выступление |
| Хавьера Сальседо     | 100 м брасс         | 1:12,46                 | 29                      |                       |                       | Завершила выступление | Завершила выступление |
| Флоренсиа Сзигети    | 50 м вольный стиль  | 26,84                   | 37                      | Завершила выступление | Завершила выступление | Завершила выступление | Завершила выступление |
| Флоренсиа Сзигети    | 100 м вольный стиль | 56,71                   | 28                      | Завершила выступление | Завершила выступление | Завершила выступление | Завершила выступление |
| Флоренсиа Сзигети    | 200 м вольный стиль | 2:03.29                 | 25                      | Завершила выступление | Завершила выступление | Завершила выступление | Завершила выступление |

### Теннис
Спортсменов — 9
Мужчины
| Соревнование     | Спортсмены                         | 1/32 финала                              | 1/16 финала                                            | 1/8 финала                                             | Четвертьфинал         | Полуфинал             | Матч за 3-е место     | Финал                 | Место                 |
| Соревнование     | Спортсмены                         | Соперник Счёт                            | Соперник Счёт                                          | Соперник Счёт                                          | Соперник Счёт         | Соперник Счёт         | Соперник Счёт         | Соперник Счёт         | Место                 |
| ---------------- | ---------------------------------- | ---------------------------------------- | ------------------------------------------------------ | ------------------------------------------------------ | --------------------- | --------------------- | --------------------- | --------------------- | --------------------- |
| Одиночный разряд | Агустин Кальери                    | Кароль Бек (SVK) В 2-6, 6-3, 8-6         | Игорь Андреев (RUS) П RET                              | Завершил выступление                                   | Завершил выступление  | Завершил выступление  | Завершил выступление  | Завершил выступление  | Завершил выступление  |
| Одиночный разряд | Хуан Игнасио Чела                  | Максим Мирный (BLR) П 6-3, 7-6(7-0), 4-6 | Завершил выступление                                   | Завершил выступление                                   | Завершил выступление  | Завершил выступление  | Завершил выступление  | Завершил выступление  | Завершил выступление  |
| Одиночный разряд | Мариано Сабалета                   | Ли Хён Тхэк (KOR) П 6-4, 3-6, 2-6        | Завершил выступление                                   | Завершил выступление                                   | Завершил выступление  | Завершил выступление  | Завершил выступление  | Завершил выступление  | Завершил выступление  |
| Парный разряд    | Хуан Игнасио Чела Мариано Сабалета |                                          | Игорь Андреев, Николай Давыденко (RUS) П 6-3, 3-6, 4-6 | Завершили выступление                                  | Завершили выступление | Завершили выступление | Завершили выступление | Завершили выступление | Завершили выступление |
| Парный разряд    | Гастон Этлис Мартин Родригес       |                                          | Фелисиано Лопес, Томми Робредо (ESP) В 6-3, 6-4        | Фернандо Гонсалес, Николас Массу (CHI) П 3-6, 6-7(2-7) | Завершили выступление | Завершили выступление | Завершили выступление | Завершили выступление | Завершили выступление |

Женщины
| Соревнование     | Спортсмены                     | 1/32 финала                                 | 1/16 финала                                                                | 1/8 финала                                   | Четвертьфинал                                    | Полуфинал                                   | Матч за 3-е место                          | Финал                 | Место                 |
| Соревнование     | Спортсмены                     | Соперник Счёт                               | Соперник Счёт                                                              | Соперник Счёт                                | Соперник Счёт                                    | Соперник Счёт                               | Соперник Счёт                              | Соперник Счёт         | Место                 |
| ---------------- | ------------------------------ | ------------------------------------------- | -------------------------------------------------------------------------- | -------------------------------------------- | ------------------------------------------------ | ------------------------------------------- | ------------------------------------------ | --------------------- | --------------------- |
| Одиночный разряд | Мариана Диас-Олива             | Светлана Кузнецова (RUS) П 3-6, 3-6         | Завершила выступление                                                      | Завершила выступление                        | Завершила выступление                            | Завершила выступление                       | Завершила выступление                      | Завершила выступление | Завершила выступление |
| Одиночный разряд | Хисела Дулко                   | Каролина Шпрем (CRO) П 6-7(6-8), 5-7        | Завершила выступление                                                      | Завершила выступление                        | Завершила выступление                            | Завершила выступление                       | Завершила выступление                      | Завершила выступление | Завершила выступление |
| Одиночный разряд | Паола Суарес                   | Натали Деши (FRA) В 6-7(1-7), 7-6(7-5), 9-7 | Фабиола Сулуага (COL) П 6-4, 6-7(1-7), 1-6                                 | Завершила выступление                        | Завершила выступление                            | Завершила выступление                       | Завершила выступление                      | Завершила выступление | Завершила выступление |
| Парный разряд    | Паола Суарес Патрисия Тарабини |                                             | Анабель Медина Гарригес, Аранча Санчес Викарио (ESP) В 6-7(8-10), 7-5, 6-2 | Акико Моригами, Саори Обата (JPN) В 6-4, 6-2 | Натали Деши, Сандрин Тестю (FRA) В 6-4, 1-6, 6-4 | Ли Тин, Сунь Тяньтянь (CHN) П 2-6, 6-2, 7-9 | Синобу Асагоэ, Ай Сугияма (JPN) В 6-3, 6-3 |                       | 3                     |

### Триатлон
Спортсменов — 2
Мужчины
| Соревнование      | Спортсмен       | Плавание | Велоспорт | Бег   | Итоговое время | Место | Отставание |
| ----------------- | --------------- | -------- | --------- | ----- | -------------- | ----- | ---------- |
| личное первенство | Даниэль Фонтана | 18:25    | 1:05:11   | 32:59 | 1:57:14,20     | 28    | 6:06,47    |

Женщины
| Соревнование      | Спортсмен      | Плавание | Велоспорт | Бег   | Итоговое время | Место | Отставание |
| ----------------- | -------------- | -------- | --------- | ----- | -------------- | ----- | ---------- |
| личное первенство | Нэнси Альварес | 20:58    | 1:17:29   | 42:23 | 2:21:38,66     | 43    | 16:55,21   |

### Тяжёлая атлетика
Спортсменов — 2
Мужчины
| Спортсмен    | Категория | Рывок     | Рывок | Толчок    | Толчок | Сумма | Место |
| Спортсмен    | Категория | Результат | Место | Результат | Место  | Сумма | Место |
| ------------ | --------- | --------- | ----- | --------- | ------ | ----- | ----- |
| Дарио Лекман | до 94 кг  | 155       | 18    | 185       | 16     | 340   | 17    |

Женщины
| Спортсмен    | Категория | Рывок     | Рывок | Толчок    | Толчок | Сумма    | Место |
| Спортсмен    | Категория | Результат | Место | Результат | Место  | Сумма    | Место |
| ------------ | --------- | --------- | ----- | --------- | ------ | -------- | ----- |
| Нора Коппель | до 75 кг  | 100       | 12    | 137,5 кг  | 6      | 237,5 кг | 9     |

### Фехтование
Спортсменов — 1
Женщины
| Соревнование          | Спортсмены        | 1/8 финала                  | Четвертьфиналы        | Полуфиналы            | Матч за 3-е место     | Финал                 | Место                 |                       |
| Соревнование          | Спортсмены        | Соперник Результат          | Соперник Результат    | Соперник Результат    | Соперник Результат    | Соперник Результат    | Место                 |                       |
| --------------------- | ----------------- | --------------------------- | --------------------- | --------------------- | --------------------- | --------------------- | --------------------- | --------------------- |
| индивидуальная рапира | Алехандра Карбоне | Тиеко Сугавара (JPN) П 6:15 | Завершила выступление | Завершила выступление | Завершила выступление | Завершила выступление | Завершила выступление | Завершила выступление |